# Copa Juan Pinto Duran 1963
Copa Juan Pinto Duran 1963 – pierwsza edycja turnieju towarzyskiego o Puchar Juana Pinto Durana między reprezentacjami Urugwaju i Chile rozegrana w 1963 roku.

## Mecze
| 23 marca Montevideo |  | Urugwaj | 3 | - | 2 | Chile |

| 24 lipca Santiago |  | Chile | 0 | - | 0 | Urugwaj |

## Końcowa tabela
| M | Reprezentacja | L.m. | Zw. | Rem. | Por. | Bramki | R.br. | Pkt |
| 1 | Urugwaj       | 2    | 1   | 1    | 0    | 3:2    | +1    | 3   |
| 2 | Chile         | 2    | 0   | 1    | 1    | 2:3    | -1    | 1   |

Triumfatorem turnieju Copa Juan Pinto Duran 1963 został zespół Urugwaju.